# Zahodnoafriška epidemija ebole 2014
Zahodnoafriška epidemija ebole je doslej največja epidemija te bolezni v zgodovini. Smrtnost okužbe v tej epidemiji znaša do 70 %. Pri bolnikih, ki so bili deležni bolnišnične oskrbe, je smrtnost nižja, in sicer 57–59%.
Prvi primer okužbe se je pojavil v Gvineji, bolezen pa se je nato širila v Liberijo in Sierro Leone. V Nigeriji je prišlo do manjšega izbruha – okužilo se je 20 ljudi, v Senegalu pa se je pojavil en okuženi bolnik; v obeh državah so konec oktobra razglasili odsotnost ebole.  V Maliju epidemija še poteka in doslej so poročali o več primerih okužbe. V Združenih državah Amerike in Španiji je prišlo do prenosa okužbe na zdravstvene delavce z bolnikov, ki so jih prepeljali oziroma so prišli iz prizadetih zahodnoafriških držav, vendar se epidemija ni dalje razširila. Epidemija v Demokratični republiki Kongo, ki je izbruhnila avgusta 2014, se je pojavila ločeno, kar so potrdile genetske raziskave povzročitelja.

## Povzročitelj
Epidemijo povzroča vrsta Ebola Zaire. Gre za človeka najnevarnejšo vrsto iz rodu ebolavirusov.

## Širjenje epidemije
Izbruh ebole se je začel decembra 2013 v Gvineji, na tromeji z Liberijo in Sierra Leone, vendar so ga zaznali šele marca 2014. Zaradi velike mobilnosti, obstoječe infrastrukture in pogostih selitev se je okužba hitro razširila v sosednji državi.
Ničti oziroma indeksni primer epidemije naj bi bil dvoletni otrok, Emile Ouamouno, ki je decembra 2014 umrl v gvinejski vasi Meliandou v prefekturi Guéckédou.  Njegove mati, sestra in stara mati so nato zbolele za podobno boleznijo in prav tako umrle. Ljudje, ki so se okužili s stikom s temi družinskimi člani, so nato prenesli okužbo v druge vasi. Ebola je sicer pred tem predstavljala nevarnost v podsaharski Afriki, vendar ni nikoli izbruhnila v zahodnoafriških državah, kar je pripomoglo k neopaženemu širjenju okužbe več mesecev, preden so jo prepoznali kot ebolo.
25. marca 2014 je Svetovna zdravstvena organizacija (SZO) sporočila, da je gvinejsko Ministrstvo za zdravje poročalo o izbruhu ebole v štirih jugovzhodnih okrožjih države ter o sumu na primere okužbe tudi v sosednjih Liberiji in Sierra Leonu. 24. marca 2014 je bilo v Gvineji 86 primerov suma na ebolo. Pozno meseca maja se je izbruh razširil v gvinejsko prestolnico Conakry, v katerem živita okoli dva milijona prebivalcev. 28. maja je število poročanih primerov okužbe narastlo na 281, od tega je 186 bolnikov umrlo.
V Liberiji so v sredini aprila 2014 poročali o izbruhu v štirih okrožjih, v sredini junija pa so poročali o razširitvi epidemije v prestolnico Monrovio. Epidemija se je nato razširila v Sierro Leone ter tam hitro napredovala. 17. julija 2014 so v Sierri Leone  poročali o 442 primerih suma na okužbo z ebolo, kar je že prekoračilo število primerov v Liberiji in Gvineji. 20. julija so v Sierri Leone poročali o nadaljnjih primerih v okrožju Bo ter kasneje julija še o prvih primerih v prestolnici Freetown.
O prvem smrtnem primeru v Nigeriji so poročali 25. julija 2014, in sicer je šlo za liberijsko-ameriškega državljana, ki je z letalom potoval iz Liberije v Nigerijo ter umrl v Lagosu kmalu po prihodu. Med drugimi ukrepi za preprečitev epidemije v Nigeriji so spremljali osebe, ki so potencialno prišle v stik z bolnikom – v Lagosu so spremljali 353 in v Port Harcourtu 451 ljudi. 22. septembra je SZO poročal o skupno 20 primerih okužbe v Nigeriji, od tega je 8 bolnikov umrlo. 20. novembra so pri SZO razglasili, da v Nigeriji ni več izbruha ebole, saj ni več prišlo do nove okužbe pri nobeni osebi, ki so jih spremljali.
29. avgusta je senegalsko ministrstvo za zdravje poročalo o prvem primeru ebole v tej državi. Bolnik je bil gvinejski državljan, ki je bil izpostavljen virusu v domovini in so ga tam tudi spremljali, vendar je s kopenskim prometom potoval v Dakar, kjer je po prihodu zbolel. Bolnik je kasneje okreval, SZO pa je 17. oktobra razglasil konec izbruha bolezni v Senegalu.
V Španijo na zdravljenje so sprejeli dva španska zdravstvena delavca, ki sta se okužila z ebolo v zahodni Afriki. Oba bolnika sta umrla. Oktobra 2014 so pri medicinski sestri, ki je delala v zdravstvenem timu, ki je skrbel za prepeljana bolnika, diagnosticirali ebolo, pri čemer je prišlo do prvega prenosa okužbe zunaj Afrike. Medicinska sestra je okrevala; 19. oktobra so jo razglasili za nekužno.
Primeri okužbe so se pojavili tudi v ZDA. Prvi diagnosticirani bolnik je bil Liberijec, ki je iz Liberije pripotoval k svoji družini v Teksas in ki je kasneje, 8. oktobra, v bolnišnici zaradi okužbe umrl. Z virusom sta se okužili tudi dve medicinski sestri, ki sta za liberijskega bolnika skrbeli v bolnišnici; obe sta kasneje okrevali in 27. oktobra 2014 so s testi potrdili, da nista več okuženi. 23. oktobra 2014 so prvo okužbo potrdili v Maliju, in sicer pri dveletnemu dekletu, ki se je vrnilo iz Gvineje. V novembru so poročali o nadaljnjih primerih okužbe v tej državi.
V sredini novembra je SZO poročal, da kljub uradno prenizkim številkam poročanih primerov okužb in smrti pojavnost novih primerov v Gvineji in Liberiji več ni naraščala, v Sierri Leone pa je število novih primerov še vedno strmo naraščalo.
Januarja 2015 je SZO sporočila, da je bilo število novih primerov v enem tednu prvič po juniju 2014 nižje od 100 v treh najbolj prizadetih državah. TNaposled so se pokazali uspehi napora oblasti, da zajezi prenos okužbe in nova njihova nova prioriteta je tako postalo končanje epidemije.
Spodnja preglednica prikazuje epidemiologijo izbruha po posamezni državi.
| Država              | Št. primerov | Št. smrti | Datum podatka 21. 11. 2014   |
| ------------------- | ------------ | --------- | ---------------------------- |
| Liberija            | 9.526        | 4.264     | 15. marec 2015               |
| Sierra Leone        | 11.751       | 3.691     | 15. marec 2015               |
| Gvineja             | 3.389        | 2.224     | 15. marec 2015               |
| Nigerija            | 20           | 8         | konec izbruha 20. 10. 2014   |
| Mali                | 8            | 6         | 23. 11. 2014.)}}             |
| ZDA                 | 4            | 1         | konec izbruha 21. 12. 2014   |
| Združeno kraljestvo | 1            | 0         | konec izbruha 10. marca 2015 |
| Senegal             | 1            | 0         | konec izbruha 17. 10. 2014   |
| Španija             | 1            | 0         | konec izbruha 2. 12. 2014.   |
| Skupaj              | 24.701       | 10.194    | 15. marec 2015               |